# Thomas R. Docking
Thomas R. Docking (* 10. August 1954 in Lawrence, Kansas; † 24. August 2017 in Topeka, Kansas) war ein US-amerikanischer Politiker. Zwischen 1983 und 1987 war er Vizegouverneur des Bundesstaates Kansas.

## Werdegang
Thomas Docking entstammte einer in Kansas bekannten Politikerfamilie. Sowohl sein Großvater George Docking (1904–1964) als auch sein Vater Robert Docking (1925–1983) waren Gouverneure dieses Staates Kansas. Nach der Grundschule absolvierte er im Jahr 1972 die Topeka West High School. Anschließend studierte er bis 1976 an der University of Kansas. Nach einem anschließenden Jurastudium an derselben Universität und seiner Zulassung als Rechtsanwalt begann er in diesem Beruf zu arbeiten. Gleichzeitig schlug er als Mitglied der Demokratischen Partei eine politische Laufbahn ein.
1982 wurde Docking an der Seite von John W. Carlin zum Vizegouverneur von Kansas gewählt. Dieses Amt bekleidete er zwischen dem 10. Januar 1983 und dem 12. Januar 1987. Dabei war er Stellvertreter des Gouverneurs. Im Jahr 1986 kandidierte er selbst für das Amt des Gouverneurs, unterlag jedoch dem Republikaner Mike Hayden.
Nach dem Ende seiner Zeit als Vizegouverneur praktizierte er wieder als Anwalt. Am 22. Oktober 2013 verkündete der demokratische Gouverneurskandidat für Kansas, Paul Davis, dass er Thomas Dockings Ehefrau Jill als seine Kandidatin für das Amt des Vizegouverneurs ausgewählt habe. Gemeinsam stellten sich die beiden im Jahr 2014 letztlich erfolglos gegen Amtsinhaber Sam Brownback zur Wahl. Bereits im Jahr 1996 war Jill Docking Kandidatin der Demokraten für den Senat der Vereinigten Staaten, unterlag jedoch auch dann Sam Brownback.